# Victor Paz
Víctor Nicolás Paz Solanilla (auch Vitín Paz, * 30. August 1932 in Panama-Stadt; † 3. April 2021 ebendort) war ein panamaischer Jazzmusiker (Trompete, Flügelhorn), der vor allem in der New Yorker Latin Jazz Szene in Erscheinung trat.

## Leben und Wirken
Paz wurde im Stadtteil San Miguel geboren; beide Elternteile waren seine ersten musikalischen Einflüsse. Sein Vater, Víctor Nicanor Paz, spielte Trompete und war musikalischer Leiter der städtischen Feuerwehrkapelle. Er begann im Alter von neun Jahren mit dem Unterricht bei ihm. Seine Mutter, Silvia Solanilla de Paz, war eine Lehrerin, die auch sang; seine Schwester, auch Silvia genannt, wurde schließlich eine versierte klassische Sängerin. Mit 13 Jahren gab der junge Vitín sein professionelles Debüt zusammen mit seinem Vater in der Banda der Feuerwehr, wo er bis zum Alter von 19 Jahren blieb. Auf Empfehlung des panamaischen Komponisten Avelino Muñoz wurde Paz zum Haupttrompeter des Orquesta de Planta de Radiodifusora in Caracas. Das Orchester begleitete auch lateinamerikanische Vokalstars wie die Kubaner Benny Moré, La Lupe und Rolando Laserie.
1963 war der New Yorker Sänger Tito Rodríguez zu den Karnevalsfeiern nach Caracas gekommen, wo er Paz spielen hörte. Beeindruckt ermutigte er den jungen Trompeter, nach New York City zu kommen und sich seiner neu gegründeten Big Band anzuschließen. Der Job sollte bedeuten, nicht nur der Lead-Trompeter der Band zu werden, sondern auch ihr musikalischer Leiter. Damit begann Paz’ Einstieg in die Jazzwelt, zunächst in einer Bigband unter der Leitung des Gitarristen Sal Salvador. Danach arbeitete er an der Copacabana und begleitete Stars wie Sammy Davis Jr., The Four Tops, Smokey Robinson, Dionne Warwick, Frank Sinatra, Ella Fitzgerald, Sarah Vaughan, Lionel Hampton und Dizzy Gillespie.
Bobby Rosengarden, der von 1969 bis 1975 Bandleader und musikalischer Leiter der Dick Cavett Show auf dem TV-Sender ABC war, wählte Paz als seinen Haupttrompeter. Erste Aufnahmen im Bereich des Jazz entstanden 1968 mit dem Count Basie Orchestra; in den folgenden Jahren war er auch an Aufnahmen mit Peggy Lee (mit Lou Levy und seinem Orchester), der Dizzy Gillespie Big Band, Machito, Grant Green (Shades of Green), Houston Person, Charles Earland, Eric Gale, Leon Spencer, Cal Tjader, Eumir Deodato,  Bill Evans & Claus Ogerman Orchestra (Symbiosis, 1974), Bob James, Gato Barbieri, Eddie Palmieri, Mongo Santamaría, Buddy Rich, Astrud Gilberto, Harold Vick, Joe Farrell, Jimmy Owens, Benny Goodman, Mario Bauzá, Stanley Turrentine und Joey DeFrancesco beteiligt. Im Bereich des Jazz listet Tom Lord seine Mitwirkung zwischen 1967 und 1998 an 71 Aufnahmesessions, zuletzt noch bei Chico O’Farrill and His Afro Cuban Jazz Orchestra und beim Armando Rodriguez/Victor Rendon Latin Jazz Orchestra. Des Weiteren arbeitete Paz als Sessionmusiker für Film oder Fernsehen, in der Broadway-Szene für Musicalaufführungen wie Guys and Dolls, Cabaret und Cats.
Wynton Marsalis schrieb über Paz und sein Spiel: „Sein Ton ist golden, makellos, Genauigkeit und Beständigkeit endgültig und seine Ethik und Integrität unübertroffen.“